# B68 Toftir
Tofta Ítróttarfelag B68 - kortweg B68 - is een voetbalclub uit Toftir, een plaats op de Faeröer. De traditionele kleuren zijn rood-zwart.

## Geschiedenis
De club werd officieus opgericht in 1962 en officieel in 1968. Promotie naar de hoogste klasse volgde in 1981 en enkele jaren later werden twee landstitels behaald. De derde titel, en voorlopig laatste, volgde in 1992. In 2004 werd de club laatste en degradeerde B68 naar de 1. Deild. De club schippert sindsdien tussen de 1. Deild en de Meistaradeildin.

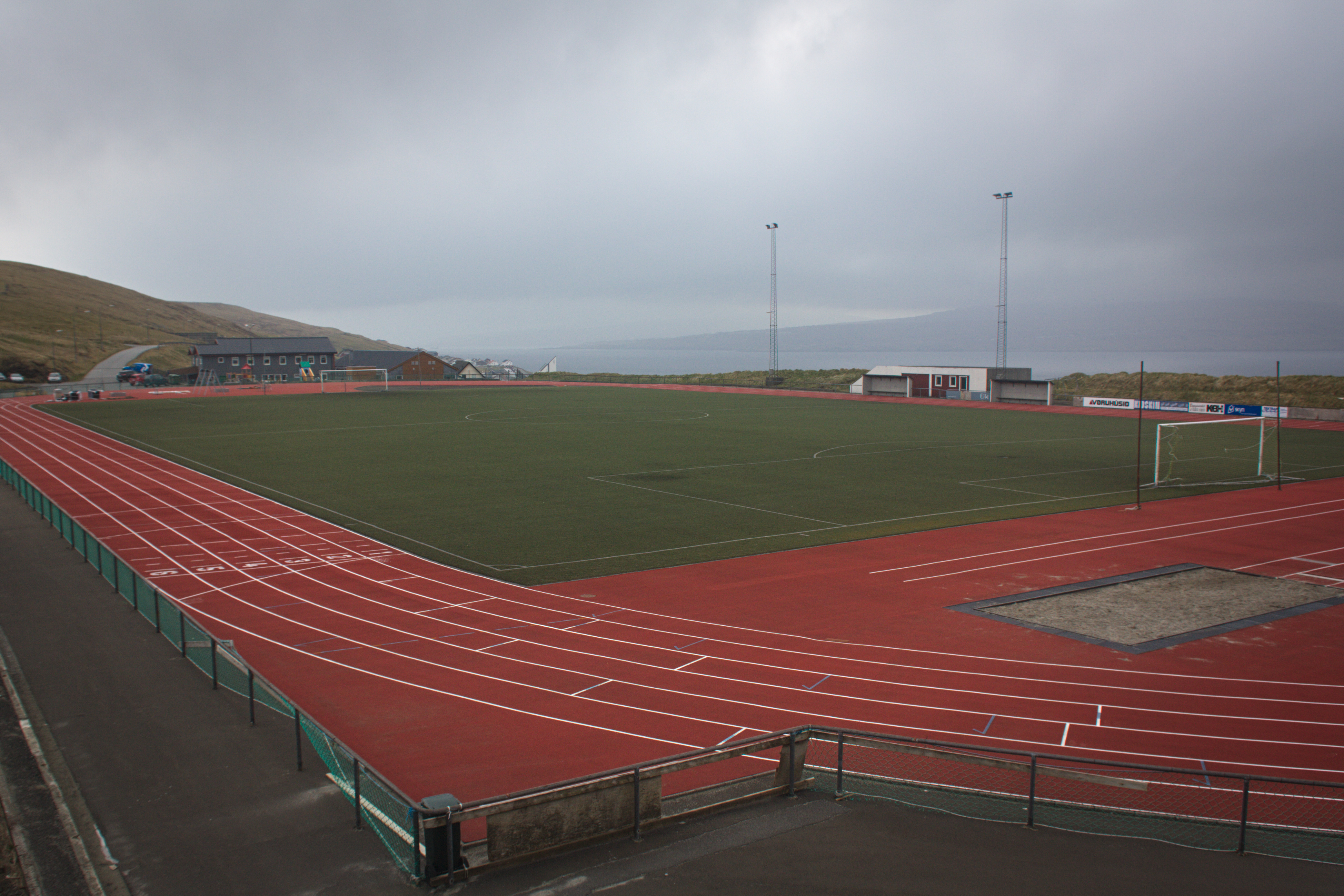
Het bijveld van het Svangaskarð, dat tot en met 2011 werd gebruikt als thuishaven.

In 1996 mocht de club deelnemen aan de groepsfase van de UEFA Intertoto Cup. Het eindigde puntloos als laatste in groep 2. Van de twaalf wedstrijden die men in Europees verband speelde, won men er geen enkele. B68 maakte slechts vijf doelpunten in al die wedstrijden.

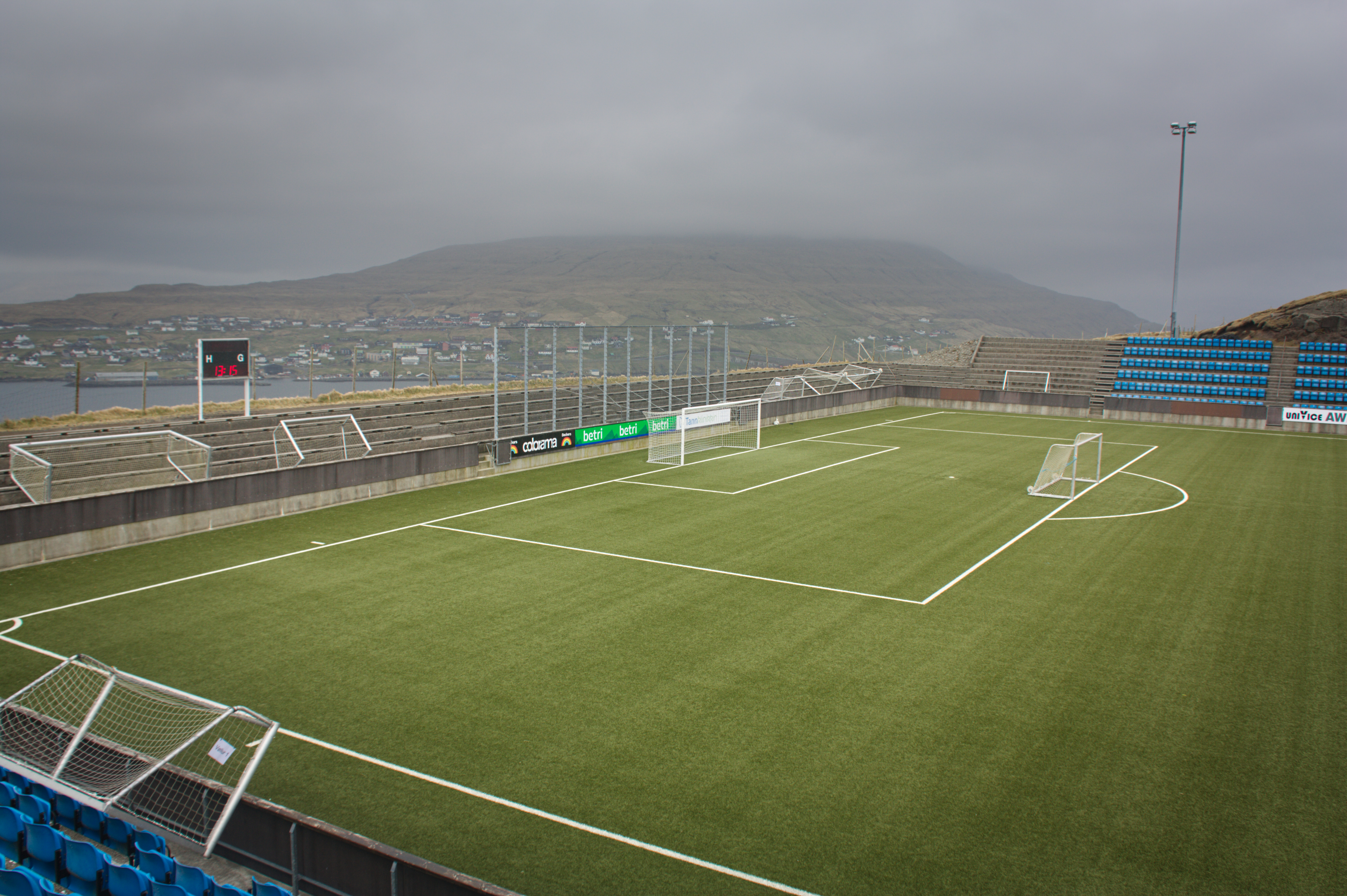
Het vroegere nationale stadion Svangaskarð wordt sinds 2012 gebruikt voor thuiswedstrijden.

Bijzonder is dat B68 in het vroegere nationale voetbalstadion van de eilandengroep speelt. Het Svangaskarð biedt plaats aan vijfduizend toeschouwers, terwijl het gemiddelde bezoekersaantal enkele honderden bedraagt. Veel toeschouwers worden alleen verwacht in de derby tegen aartsvijand NSÍ Runavík.

## Mannen

### Erelijst
Landskampioen (3x)
in 1984, 1985, 1992
1. Deild (4x)
1980, 2005, 2007, 2013
Beker van de Faeröer
finalist in 1995
FSF-Steypið (1x)
2005

### Eindklasseringen
| 2 |

| 6 |

| 3 |

| 2 |

| 1 |

| 4 |

| 7 |

| 4 |

| 1 |

| 1 |

| 3 |

| 6 |

| 2 |

| 3 |

| 6 |

| 7 |

| 1 |

| 6 |

| 5 |

| 3 |

| 7 |

| 8 |

| 6 |

| 7 |

| 3 |

| 3 |

| 6 |

| 3 |

| 10 |

| 1 |

| 9 |

| 1 |

| 6 |

| 5 |

| 7 |

| 6 |

| 9 |

| 1 |

| 10 |

| 2 |

| 10 |

| 4 |

| 4 |

| 5 |

| 4 |

| 8 |

| 6 |

| 7 |

| 8 |

| Niveau 1 | Niveau 2 |

Niveau 1 kende in de loop der tijd meerdere namen, meestal vanwege de hoofdsponsor. Zie Meistaradeildin#Competitie.

### In Europa
#Q = #kwalificatieronde, #R = #ronde, T/U = Thuis/Uit, W = Wedstrijd, PUC = punten UEFA coëfficiënten .
Uitslagen vanuit gezichtspunt B68 Toftir
| Seizoen | Competitie       | Ronde        | Land                 | Club             | Totaalscore | 1e W    | 2e W    | PUC |
| ------- | ---------------- | ------------ | -------------------- | ---------------- | ----------- | ------- | ------- | --- |
| 1993/94 | Champions League | Q            | Vlag van Kroatië     | Croatia Zagreb   | 0-11        | 0-5 (T) | 0-6 (U) | 0.0 |
| 1996    | Intertoto Cup    | Groep 2      | Vlag van Oostenrijk  | Linzer ASK       | 0-4         | 0-4 (T) |         | 0.0 |
|         |                  | Groep 2      | Vlag van Cyprus      | Apollon Limassol | 1-4         | 1-4 (U) |         | 0.0 |
|         |                  | Groep 2      | Vlag van Duitsland   | Werder Bremen    | 0-2         | 0-2 (T) |         | 0.0 |
|         |                  | Groep 2 (5e) | Vlag van Zweden      | Djurgardens IF   | 1-5         | 1-5 (U) |         | 0.0 |
| 2001    | Intertoto Cup    | 1R           | Vlag van België      | KSC Lokeren      | 2-4         | 2-4 (T) | 0-0 (U) | 0.0 |
| 2002    | Intertoto Cup    | 1R           | Vlag van Zwitserland | FC Sankt Gallen  | 1-11        | 1-5 (U) | 0-6 (T) | 0.0 |
| 2004/05 | UEFA Cup         | 1Q           | Vlag van Letland     | FK Ventspils     | 0-11        | 0-3 (T) | 0-8 (U) | 0.0 |

Zie ook
- Deelnemers UEFA-toernooien Faeröer
- Ranglijst van alle clubs die in de diverse Europa Cups zijn uitgekomen

## Vrouwen
B68 nam vier keer zelfstandig deel op het hoogste niveau, de 1. Deild voor vrouwen (1997, 2001, 2002, 2003). Er werd ook vier keer met een gecombineerd team deelgenomen in de hoogste klasse, in 2004 met GÍ Gøta en in 2009, 2012 en 2013 met NSÍ Runavík.